# Christophe Lavainne

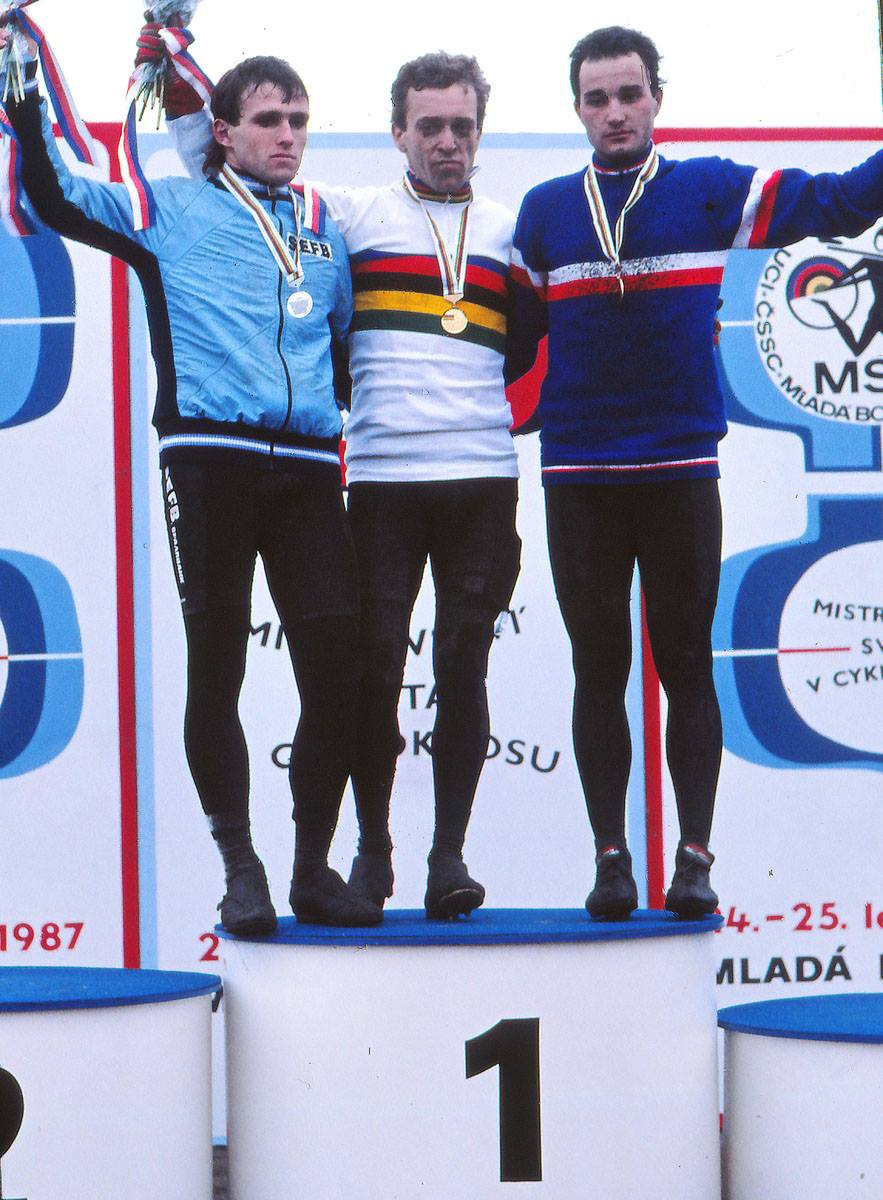
Christophe Lavainne (r.)

Christophe Lavainne (ur. 22 grudnia 1963 w Châteaudun) – francuski kolarz przełajowy i szosowy, dwukrotny medalista przełajowych mistrzostw świata.

## Kariera
Pierwszy sukces w karierze Christophe Lavainne osiągnął w 1985 roku, kiedy zdobył brązowy medal w kategorii elite podczas przełajowych mistrzostw świata w Mladej Boleslav. W zawodach tych wyprzedzili go jedynie Klaus-Peter Thaler z RFN oraz Belg Danny De Bie. Trzecie miejsce zajął również na rozgrywanych dwa lata później mistrzostwach świata w Pontchâteau, gdzie lepsi byli tylko Danny De Bie i Adrie van der Poel z Holandii. Startował także w kolarstwie szosowym, jego największym sukcesem było zwycięstwo w klasyfikacji generalnej Tour de Luxembourg w latach 1984 i 1990. Nigdy nie wystąpił na igrzyskach olimpijskich.